# Pseudokonvexe Funktion
Pseudokonvexe Funktionen spielen in der nichtlinearen Optimierung eine entscheidende Rolle. Die starke Voraussetzung der Konvexität an Zielfunktionen oder Nebenbedingungen ist in vielen Fällen nicht erfüllt. Mit abschwächenden Konvexitätsbegriffen wie Quasikonvexität oder Pseudokonvexität versucht man dann gewisse Eigenschaften zu retten, um sie in der Algorithmik einzusetzen.
Im Folgenden sei eine reellwertige Funktion {\displaystyle f} auf einer offenen Teilmenge {\displaystyle \Gamma \subseteq \mathbb {R} ^{n}} differenzierbar. Falls die Funktion die folgende Eigenschaft erfüllt, so heißt sie pseudokonvex:
Für alle {\displaystyle \forall x_{1},x_{2}\in \Gamma } gilt:
Aus {\displaystyle \nabla f\left(x_{1}\right)^{T}\left(x_{2}-x_{1}\right)\geq 0} folgt {\displaystyle f\left(x_{2}\right)\geq f\left(x_{1}\right)}.
Gilt sogar
Aus {\displaystyle \nabla f\left(x_{1}\right)^{T}\left(x_{2}-x_{1}\right)\geq 0} und {\displaystyle x_{1}\not =x_{2}} folgt {\displaystyle f\left(x_{2}\right)>f\left(x_{1}\right)}.
so nennt man die Funktion strikt pseudokonvex.
Dabei bezeichnet {\displaystyle \nabla f(x)} den Gradienten von {\displaystyle f} an der Stelle {\displaystyle x\in \Gamma }.
Ist {\displaystyle \Gamma \subset \mathbb {R} } (also {\displaystyle n=1}) so lautet die Bedingung zur Pseudokonvexität einfach:
Aus {\displaystyle f'(x_{1})(x_{2}-x_{1})\geq 0} folgt {\displaystyle f(x_{2})\geq f(x_{1})}.
Eine Funktion heißt pseudokonkav, wenn das Negative der Funktion pseudokonvex ist.

## Beispiele und Eigenschaften

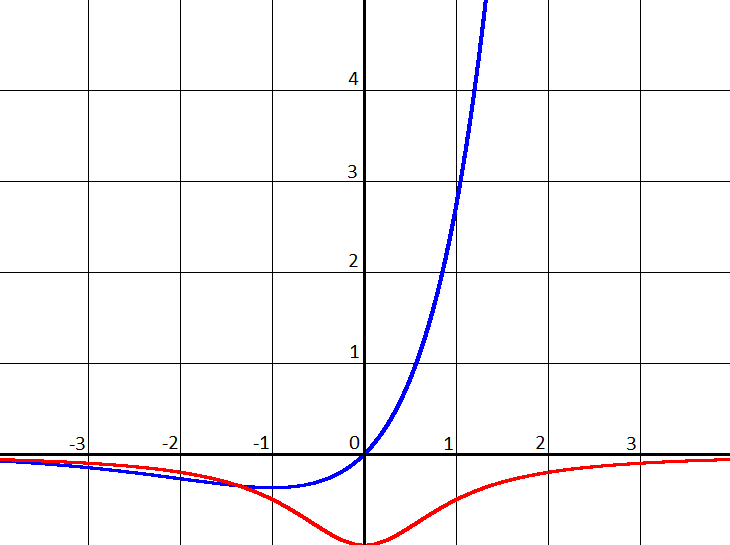
Blau:, rot:

Differenzierbare konvexe Funktionen sind pseudokonvex. Die Funktionen
{\displaystyle f(x):=xe^{x}} und
{\displaystyle g(x):={\frac {-1}{1+x^{2}}}}
sind Beispiele für pseudokonvexe Funktionen {\displaystyle \mathbb {R} \rightarrow \mathbb {R} }, die nicht konvex sind.
Pseudokonvexe Funktionen auf konvexen Bereichen sind strikt quasikonvex.

## Bedeutung für die Optimierung
Verschwindet die Ableitung einer pseudokonvexen Funktion im Punkt {\displaystyle x_{1}}, so liegt dort ein Minimum vor. Das folgt sofort aus der Definition, denn in diesem Fall ist die Prämisse unabhängig von {\displaystyle x_{2}} erfüllt und es folgt {\displaystyle f(x_{2})\geq f(x_{1})}.  Die Definition der Pseudokonvexität ist gerade so angelegt, dass das gilt.